# Haematopota immaculata
Haematopota immaculata är en tvåvingeart som beskrevs av Ricardo 1911. Haematopota immaculata ingår i släktet Haematopota och familjen bromsar. Inga underarter finns listade i Catalogue of Life.